# Hotel Neptun

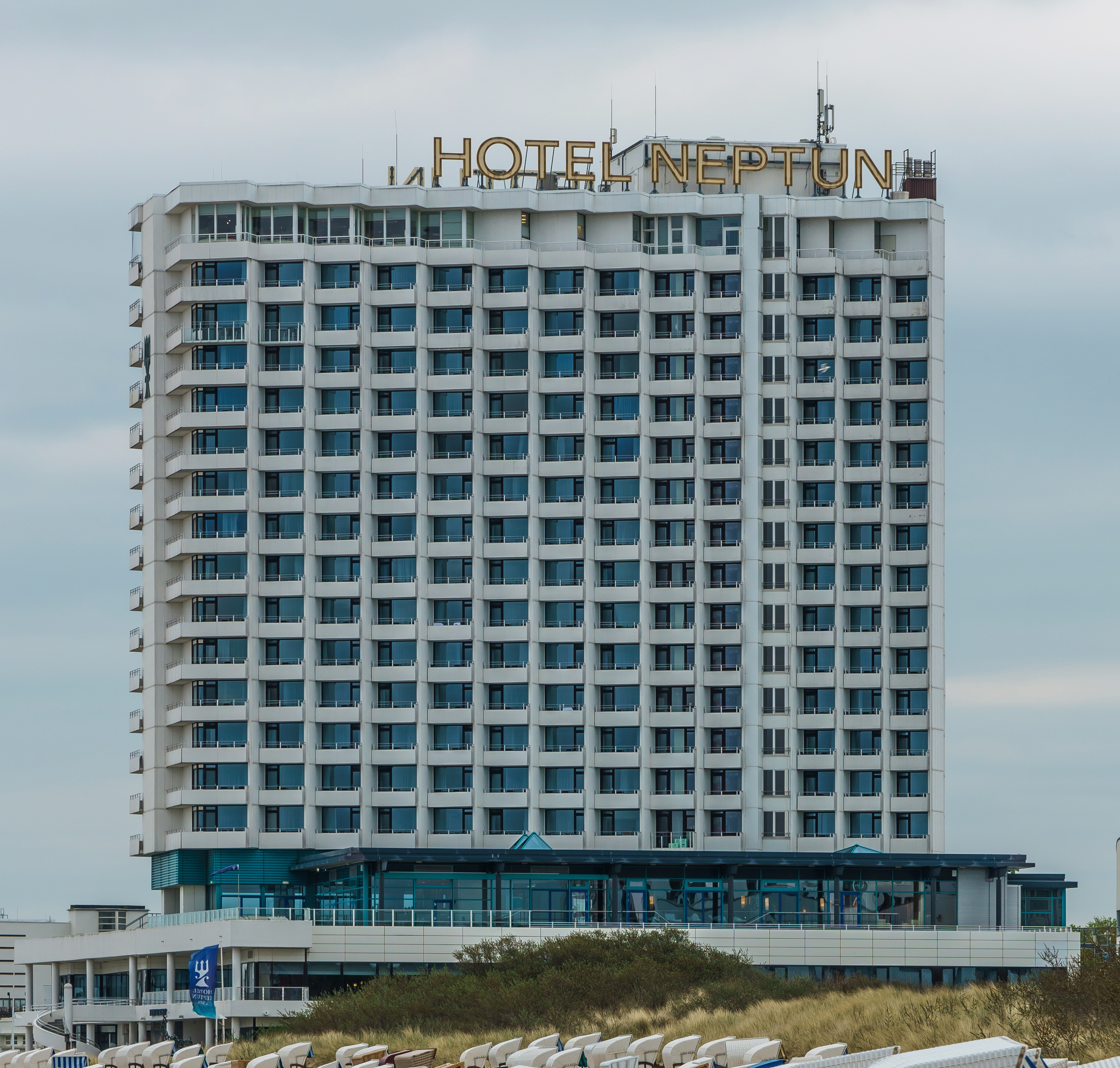
Fachada del hotel

El Hotel Neptun es un hotel de cinco estrellas en el balneario de Warnemünde, cerca de la ciudad portuaria de Rostock (Alemania), que abrió sus puertas en 1971 en la entonces República Democrática Alemana. Cuenta con 337 habitaciones distribuidas en 18 plantas, en la cuarta se halla una piscina con agua de mar con vista directa al Báltico. Es uno de los primeros centros de talasoterapia certificados en Alemania. Pertenece actualmente al grupo turístico Arkona AG, filial de la compañía naviera Deutsche Seereederei Rostock (DSR).

## Ubicación
Está ubicado en el distrito de Warnemünde, al norte de la ciudad de Rostock, en la playa frente al mar Báltico, cerca de donde desemboca el río Warnow.

## Historia

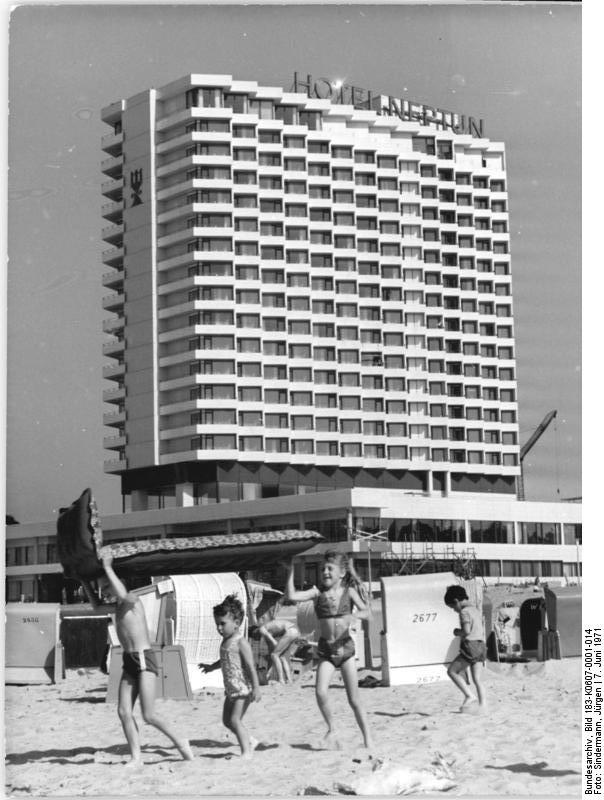
Imagen del hotel en 1971.

El edificio fue construido entre 1969 y 1971 por la empresa colectiva de construcción de la RDA y la firma sueca SIAB. Abrió sus puertas en la primavera de ese último año. Los diseñadores planificaron el edificio de tal manera que cada una de las habitaciones tuviera vista al mar, aunque fuese de forma lateral. Al principio el hotel fue concebido para los turistas y visitantes extranjeros, principalmente de Europa occidental, portadores de divisas extranjeras. Tras la 8ª Asamblea del Partido Socialista Unificado de Alemania (PSUA) y el cambio de poder a favor de Erich Honecker, en julio de 1971, y bajo el marco de la denominada Unidad de Política Económica y Social, se estableció que cerca del 80% de las habitaciones quedaran libres para turistas nacionales. Bajo el lema "todos viven igual" fueron concedidos los permisos para hospedarse en el hotel principalmente a trabajadores y sus familias. Estas plazas costaban unos 310 marcos, consistían en doce días de pensión completa y eran concedidas por la Comisión de Vacaciones de los gremios, los que escogían bajo "criterios socialistas" cuándo y quiénes podían tener acceso a dichas plazas.
Notable para un hotel de la RDA de esa época fue la piscina con agua de mar y olas artificiales de la planta 19, junto al bar Sky-Bar. En esta planta, en los días de verano, se podía correr el techo y dejar el área al aire libre, de noche se organizaba el popular "Baile bajo las estrellas". En el sótano del hotel se instaló la primera discoteca de la RDA. Además, como "detalle especial" para los huéspedes extranjeros, las habitaciones orientadas en la parte oeste del hotel contaban con recepción de canales de televisión occidental.
Hasta 1990 el hotel pertenecía a la cadena estatal conocida como Handelsorganisation (Organización de Comercio), cadena que controlaba diversos establecimientos comerciales en los ámbitos de alimentación, gastronomía y supermercados, lo que convertía al hotel en especial, ya que el resto de hoteles de alta clase eran administrados por la cadena hotelera Interhotel. Después de la Reunificación, el hotel se privatizó y ha cambiado un par de veces de dueño. El director del hotel, sin embargo, fue Klaus Wenzel desde la apertura del edificio hasta su jubilación. A éste le ha sucedido Guido Zöllick.

## Visitantes ilustres
El hotel recibió numerosas personalidades extranjeras: políticos, hombres de negocio y artistas. Motivo por el cual, el Gobierno socialista de la RDA tuvo siempre un control férreo pero secreto sobre el hotel y empleó una gran cantidad de espías de la Stasi, la policía secreta, para obtener información, espiar a los visitantes occidentales y controlar a los mismos empleados. En la antigua RDA la gente llamaba popularmente al Neptun como el "hotel de la Stasi". 
Entre los huéspedes más destacados de esa época figuran Fidel Castro y los antiguos cancilleres Willy Brandt y Helmut Schmidt. En el restaurante Kranich hay una gran foto con todos las figuras prominentes que se han hospedado en el hotel.

## Descripción
El edificio, cuya estructura es de hormigón, tiene una altura de 64 metros, cuenta con 337 habitaciones distribuidas en 18 plantas. En marzo de 2009 trabajaban en el hotel 207 empleados, y desde su apertura hasta esa fecha se habían registrado más de 7 millones de pernoctaciones de visitantes procedentes de 122 países.